# Чудовиська: Історія Лайла й Еріка Менендесів
Чудовиська: Історія Лайла й Еріка Менендесів (англ. Monsters: The Lyle and Erik Menendez Story) — другий сезон американського біографічного кримінального драматичного телесеріалу «Монстр», створеного Раяном Мерфі та Ієном Бреннаном для Netflix. Цей сезон зосереджений на вбивствах 1989 року Хосе (Хав'єр Бардем) і Кітті Менендес (Хлоя Севіньї), яких убили їхні сини Лайл (Ніколас Чавес) і Ерік (Купер Кох). Він включає в себе ефект Рашомона, представляючи історію з різних точок зору, де точка зору братів є центральною оповіддю.
Це другий сезон телесеріалу-антології «Монстр», що слідував за «Дамер – Чудовисько: Історія Джеффрі Дамера». Спочатку, замовивши шоу в 2020 році як обмежений серіал, Netflix оголосив у 2022 році, що його буде поновлено вже як серіал-антологію з двома наступними випусками, заснованими на життях «інших жахливих постатей». Про початок розробки другого сезону, присвяченого братам Менендес, було оголошено 1 травня 2023 року.
Після прем'єри 19 вересня 2024 року сезон отримав неоднозначні відгуки від критиків, які високо оцінили акторську гру, але критикували його тривалість, непослідовний тон і інцестуальне зображення братів Менендес. Ерік Менендес засудив серіал за його неточності, зокрема образ Лайла Менендеса. Розробляється третій сезон, у якому в головній ролі зніметься Чарлі Ганнем у ролі Еда Ґейна.

## Синопсис
Чудовиська: Історія Лайла й Еріка Менендесів розповідає про історію реальних братів, засуджених у 1996 році за вбивство своїх батьків, Хосе та Кітті Менендес. У той час як сторона обвинувачення стверджувала, що вони прагнули успадкувати сімейні статки, брати стверджували — і залишаються непохитними досі, оскільки вони відбувають довічне ув'язнення без можливості умовно-дострокового звільнення — що їхні дії були спричинені страхом через фізичне, емоційне, і сексуальне насильство.

## Акторський склад

### Головні
- Хав'єр Бардем у ролі Хосе Менендеса: батько Лайла та Еріка. Народився на Кубі[en], він — багатий і впливовий бізнесмен в індустрії розваг, обіймав посади виконавчого директора «RCA Records» і генерального директора «Live Entertainment»[en]. Його описують як амбітного та контролюючого батька, який покладає великі сподівання на своїх синів. Лайл і Ерік стверджують, що вони вбили Хосе в порядку самозахисту після років сексуального, фізичного та емоційного насильства[3]. Це перша звичайна роль у серіалі для Бардема, який переважно працював у великих повнометражних фільмах. У розмові з «TheWrap[en]» він зізнався, що спочатку не був знайомий із цією справою, але після того, як «покопався та проінформував [самого себе]», сказав, що був стурбований масштабами імовірного сексуального насильства[4].
- Хлоя Севіньї в ролі Мері Луїзи «Кітті» Менендес: мати Лайла та Еріка, яка бореться з проблемами психічного здоров'я, включаючи депресію, алкоголізм і зловживання психоактивними речовинами. Після вбивств Лайл і Ерік стверджували, що Кітті була причетною до жорстокого поводження, якого вони зазнали від свого батька. Севіньї зв'язалася з режисером, чия дружина була подругою Кітті Менендес, заявивши: «Я намагаюся зв'язатися з нею, щоб почути її особисту розповідь, чого я взагалі не люблю робити, але про Кітті так багато негативу — я відчуваю, що було б дуже корисно почути від когось, хто її знав»[5]. Описуючи Кітті, вона висловила сумнів щодо того, чи Кітті закривала очі на сексуальне насильство котре, як стверджують Лайл і Ерік, вони зазнали від свого батька[5].
- Купер Кох у ролі Еріка Менендеса: молодшого з братів Менендес, який, разом зі своїм старшим братом Лайлом, убив своїх батьків у 1989 році. Зрештою його засудили за вбивство першого ступеня та засудили до довічного ув'язнення без права умовно-дострокового звільнення[3]. Перед прем'єрою сезону Кох мав телефонну розмову з Еріком Менендесом, і пізніше вони зустрілися у виправній колонії[en] ім. Річарда Дж. Донована[en] для проекту Кім Кардаш'ян про реформу пенітенціарної системи[en]. Він підкреслив свою відданість ролі, заявивши: «Я просто хотів зробити якомога більше досліджень і глибоко заглибитися в себе, щоб справді зобразити його цілісно і просто бути максимально автентичним, щоб підтримати його, а також підтримати його сім'ю та всіх людей, які стоять з ним»[6]. Кох висловив свою підтримку братам Менендес, заявивши, що він вірить заявам про сексуальне насильство і що брати заслуговують на повторний розгляд їхньої справи[7].
- Ніколас Александр Чавес у ролі Лайла Менендеса: старший з братів Менендес, який разом зі своїм молодшим братом Еріком убив своїх батьків у 1989 році. Зрештою його засудили за вбивство першого ступеня[ru] та засудили до довічного ув'язнення без права умовно-дострокового звільнення[3]. Чавес заявив, що не мав попередньої інформації про цю справу до прослуховування на роль[8]. Під час підготовки він сказав, що йому «довелося провести багато досліджень» і описав Лайла Менендеса як «переконливого та складного персонажа»[8].
- Арі Грейнор — Леслі Абрамсон[en]: головний захисник Еріка. Відомий адвокат у кримінальних справах у Лос-Анджелесі, вона відома своїм наполегливим і агресивним стилем у судовому засіданні, зосереджуючись на представленні наочних доказів із відвертими деталями на підтримку заяв про жорстоке поводження[3].
- Натан Лейн — Домінік Данн[en]: відомий журналіст, відомий своїм великим інтересом до резонансних кримінальних справ. Пишучи для «Vanity Fair», Данн стає ключовим голосом у формуванні суспільного сприйняття історії братів[3].

### Другорядні
- Даллас Робертс у ролі доктора Джерома Озіла: психолога Еріка, якому він зізнається у вбивствах[3].
- Джейсон Батлер Харнер[en] — Лес Золлер, детектив відділу поліції Беверлі Хіллз[en][3].
- Леслі Гроссман[en] у ролі Джудалон Сміт, колишньої пацієнтки та коханки доктора Джерома Озіла, яка зрештою відіграє ключову роль в арештах Лайла та Еріка[3].
- Марлен Форте[en] — Марта Кано
- Ларрі Кларк[pl] — Браян Андерсен
- Чарлі Холл[en] — Крейг Чіньяреллі[3]

### Гостьові
- Джефф Перрі[en] в ролі Пітера Гоффмана
- Джейд Петтіджон[en] — Джеймі Пісарчік[9]
- Таннер Стайн[d] — Перрі Берман
- Енріке Мурчіано[en] в ролі Карлоса Баральта
- Дрю Пауелл — детектив Том Лінехан
- Майкл Гледіс[en] — Тім Руттен[en]
- Гіл Озері[en] — доктор Вільям Вікарі
- Сальватор Ксуереб[de] — Роберт Шапіро[en]
- Брендон Сантана в ролі Тоні
- Тесса Обержонуа[d] — доктор Лорел Озіл
- Джесс Вейкслер[en] — Джилл Ленсінг[3]
- Мілана Вайнтруб[en] — Пем Бозаніч
- Вікі Лоуренс[en] — Лі, присяжна[10]
- Патрік Брін[en] як присяжний[11]

## Український Дубляж
- Студія: Так Треба Продакшн[12]
- Режисер дубляжу: Олена Мойжес
- Перекладач: Марина Замятіна
- Спеціаліст зі зведення звуку: Юрій Гелун
- Менеджер проекту: Валерія Антонова

Ролі озвучили:
- Ерік — Євген Лісничий
- Лайл — Андрій Соболєв
- Леслі — Юлія Малахова
- Памела — Тамара Морозова

Додатковий акторський склад: Ігор Журбенко, Марина Локтіонова, Євген Пашин, Ярослав Чорненький, Олександр Шевчук,

## Епізоди
| № серії (загалом) | № серії (в сезоні) | Назва серії                | Режисер(и)      | Сценарист(и)                                           | Оригінальна дата виходу |
| ----------------- | ------------------ | -------------------------- | --------------- | ------------------------------------------------------ | ----------------------- |
| 11                | 1                  | «Винен дощ»                | Карл Франклін   | Раян Мерфі і Ієн Бреннан                               | 19 вересня 2024         |
| 12                | 2                  | «Грандіозні витрати»       | Карл Франклін   | Ієн Бреннан і Девід Макміллан                          | 19 вересня 2024         |
| 13                | 3                  | «Брате, у тебе є монетка?» | Періс Барклай   | Ієн Бреннан і Девід Макміллан                          | 19 вересня 2024         |
| 14                | 4                  | «Убий або вб’ють тебе»     | Періс Барклай   | Ієн Бреннан і Девід Макміллан                          | 19 вересня 2024         |
| 15                | 5                  | «Поранений»                | Майкл Аппендаль | Ієн Бреннан                                            | 19 вересня 2024         |
| 16                | 6                  | «Це ще не кінець»          | Макс Вінклер    | Раян Мерфі і Ієн Бреннан                               | 19 вересня 2024         |
| 17                | 7                  | «Шоу починається»          | Майкл Аппендаль | Девід Макміллан, Рейлі Сміт і Тодд Кубрак              | 19 вересня 2024         |
| 18                | 8                  | «Тектонічний зсув»         | Ієн Бреннан     | Ієн Бреннан                                            | 19 вересня 2024         |
| 19                | 9                  | «Шибениця»                 | Майкл Аппендаль | Девід Макміллан, Рейлі Сміт, Тодд Кубрак і Ієн Бреннан | 19 вересня 2024         |

## Виробництво
«Монстри» спочатку був замовлений як обмежений серіал, заснована на серійному вбивці Джеффрі Дамері. 7 листопада 2022 року Netflix оголосив, що його поновлено як серіал-антологію, заснований на відомих засуджених убивцях. 1 травня 2023 року було підтверджено, що другий сезон під назвою «Чудовиська» буде зосереджений на Лайлі та Еріку Менендесах, братах, засуджених за вбивство своїх батьків у Беверлі-Гіллз, штат Каліфорнія, у 1989 році. Пізніше співавтори Раян Мерфі та Ієн Бреннан розповіли, що на проект надихнула популярність справи в соціальних мережах, таких як TikTok та Instagram, де молоді творці дали іскру руху за звільнення братів.
У червні 2023 року Купер Кох і Ніколас Александр Чавес були обрані на ролі Еріка та Лайла Менендеса відповідно. У січні 2024 року Хав'єр Бардем і Хлоя Севіньї приєдналися до акторського складу на ролі Хосе та Кітті відповідно, а Натан Лейн отримав роль журналіста Домініка Данна. У лютому Арі Грейнор приєдналася як захисниця Еріка, Леслі Абрамсон. Леслі Гроссман була додана того ж місяця, у ролі Джудалон Сміт.
Виробництво сезону спочатку було призначено на вересень 2023 року, але було відкладено через трудові суперечки в Голлівуді 2023 року. Основні зйомки проходили з березня по липень 2024 року в Лос-Анджелесі. Джулія та Томас Ньюман створили оригінальну музику сезону. Офіційний альбом із саундтреком був випущений на різних потокових платформах 13 вересня 2024 року, до виходу сезону.

## Реліз
Прем'єра «з червоною доріжкою» відбулася в «Grauman's Egyptian Theatre» в Лос-Анджелесі 17 вересня 2024 року. «Чудовиська: Історія Лайла й Еріка Менендесів» вийшов на Netflix 19 вересня 2024 року.

## Сприйняття

### Глядацька аудиторія
Сезон дебютував на першому місці на Netflix у всьому світі, зібравши 12,3 мільйона переглядів (або 97,5 мільйонів годин перегляду) лише за чотири дні після виходу. На другому тижні серіал залишався найпопулярнішим серіалом на платформі, набравши 19,5 мільйонів переглядів (або 153,8 мільйонів годин перегляду). Він отримав 13,1 мільйона переглядів (або 103,6 мільйонів годин перегляду) за третій тиждень і 8,7 мільйонів переглядів (або 68,6 мільйонів годин перегляду) за четвертий тиждень.

### Критика
На веб-сайті агрегатора рецензій Rotten Tomatoes 45 % із 29 відгуків критиків є позитивними із середньою оцінкою 5,0/10. Консенсус веб-сайту гласить: «Гарно зіграні, але відчайдушно огидні, „Чудовиська“ залишають у глядачів почуття провини без достатнього задоволення, щоб компенсувати це». Metacritic, який використовує середньозважену оцінку, присвоїв оцінку 47 із 100 на основі 12 критиків, що вказує на «змішані або посередні» відгуки.
Арамід Тінубу з Variety описала Чудовиськ як «надто довгих і виснажливих». У той час як вона похвалила першу половину та назвала п'ятий епізод, «Поранений», як «видатний», вона зазначила, що після цього сезон «впадає в глибину». Тінубу також похвалила «видатну акторську гру», але в цілому визнала, що історія сезону була «марною та дивною». Інку Кан з The New Yorker так само відзначила п'ятий епізод як «одну з найбільш зворушливих і вражаючих робіт Мерфі за всю історію», але решта епізодів були «спробою примирити жах жорстокого поводження з жахом карного насильства братів». У рецензії для The Hollywood Reporter Деніел Файнберг назвав сезон «невиправдано довгим», але похвалив п'ятий епізод за його «точний» сценарій і гру Купера Коха. Крім того, Файнберг високо оцінив гру Хав'єра Бардема, назвавши його «жахливим у виконанні, яке надзвичайно масштабне, але пропонує достатньо витонченості, щоб позиціонувати патріарха як жахливого лиходія і як саму жертву». TVLine назвав Ніколаса Александра Чавеса «Виконавцем тижня» 28 вересня 2024 року за його виступ у четвертому епізоді. Тим часом Кох отримав почесну відзнаку за тиждень, починаючи з 5 жовтня 2024 року, за його виступ у п'ятому епізоді.
Пишучи для «The Hindu», Паллаві Кесвані критикував сезон як «сенсаційний безлад, настільки зайнятий прикрашанням фактів, що він втрачає сюжет на півдорозі». Подібним чином Кейлі Дональдсон з «TheWrap» описала це як «надто довгий слоган, який ніколи не пов'язаний з ідеями, які він створює», посилаючись на використання підходу до розповіді в стилі Рашомон Вона стверджувала, що в сезоні відчувається «щось запаморочливо непристойне, а не портрет сімейної травми». Крім того, Дональдсон зазначив, що, незважаючи на розгляд делікатних тем, таких як сексуальне насильство та жорстоке поводження з дітьми, фокусування на «чуттєвості» стає «дуже помилковим», оскільки брати вічно в плавках і знімаються так, ніби серіал був рекламою парфумів".

### Стосунки Лайла та Еріка
Сезон отримав негативну реакцію за натяки на інцестуальні стосунки між братами Менендес. Пишучи для «The Hollywood Reporter», Кевін Долак вказав на деякі сцени з натяками на інцест: "У другому епізоді брати ненадовго поцілувалися після того, як Лайл поклав руки на шию Еріка; пізніше в тій самій послідовності видно, як Лайл врізається в Еріка, коли він танцює з жінкою на вечірці в їхньому номері в готелі Bel-Air, потім витирає кокаїн зі свого носа і суне великий палець у рот свого брата. Пізніше, у сьомому епізоді, який досить чітко передається як момент фантазії, мати Кітті Менендес піднімається сходами, щоб побачити своїх синів, що приймають душ разом. Ніколь Васселл із «Гламуру» описала інцестуальний образ як «страшне доповнення до історії, яка вже й так важко сприймається». У статті для "TheWrap"Кейлі Дональдсон заявила, що «співзалежність братів, яка виникла через домагання їх батька […], перетворилася на свого роду заборонений роман». Глядачі також звинуватили це в сенсаціюванні братів і перетворенні його на «фіктивні стосунки».
Експерт у судовому процесі та журналіст Роберт Ренд, автор книги «Вбивства Менендесів» 2018 року, назвав звинувачення в інцесті «фантазією» та зазначив, що немає достовірних доказів на підтримку таких заяв. Він пояснив, що хоча деякі чутки поширювалися під час суду, вони були безпідставними, і серіал спотворював стосунки братів для драматичного ефекту. Лайл Менендес також свідчив на суді, що ніколи не мав сексуальних стосунків зі своїм братом. У відповідь Мерфі захистив зображення кровозмішення як «обов'язок для оповідачів», заявивши: «Що шоу робить — це представлення точок зору та теорій багатьох людей, які були залучені до справи. Домінік Данн написав кілька статей, в яких розповідається про цю теорію». Хоча Данн не висловлював цю теорію під час судового розгляду, він написав про неї в статті Vanity Fair 1990 року.

### Відповідь від Еріка Менендеса
20 вересня 2024 року Ерік Менендес опублікував заяву через обліковий запис X своєї дружини, зазначивши:
Я вважав, що ми вийшли за межі брехні та руйнівного зображення персонажа Лайла, створивши карикатуру на Лайла, що ґрунтується на жахливій і відвертій брехні, яка поширена в серіалі. Я можу лише вірити, що вони зробили це навмисно. З важким серцем я кажу: я вважаю, що Раян Мерфі не може бути настільки наївним і неточним щодо фактів нашого життя, щоб робити це без поганих намірів.
Мені сумно знати, що нечесне зображення Netflix трагедій, пов’язаних із нашими злочинами, повернуло болісну правду на кілька кроків назад – назад у часі, до епохи, коли прокуратура будувала розповідь на основі переконань, що чоловіки не піддавалися сексуальному насильству, і що чоловіки пережили травму зґвалтування інакше, ніж жінки. Ця жахлива брехня була оскаржена та викрита незліченними відважними жертвами протягом останніх двох десятиліть, які подолали свій особистий сором і сміливо висловилися. Тож тепер Мерфі формує свою жахливу розповідь за допомогою мерзенних і жахливих зображень Лайла та мене та невтішного наклепу.

Правди мало? Нехай правда стоїть як правда. Як деморалізує усвідомлення того, що одна людина, яка володіє владою, може підірвати десятиліття прогресу у висвітленні дитячої травми. Насильство ніколи не є відповіддю, ніколи не є рішенням і завжди трагічне. Тому я сподіваюся, що ми ніколи не забудемо, що насильство над дитиною створює сотню жахливих і мовчазних сцен злочину, які затьмарені блиском і гламуром і рідко викриваються, доки трагедія не проникне в усіх учасників. Усім тим, хто простягнув мені руку і підтримав, дякую від щирого серця.
Звертаючись до відповіді Еріка, співавтор серіалу Раян Мерфі пояснив: «У цьому брали участь чотири людини — двоє з них мертві, а двоє живі, зі своєю точкою зору. Але як щодо батьків? Ми були зобов'язані як оповідачі також спробувати викласти їх точку зору на основі нашого дослідження, яке ми й зробили». В іншому інтерв'ю він зазначив, що не зацікавлений у зустрічі з братами Менендес, але висловив переконання, що новий судовий процес може мати місце. Натан Лейн, який грає Домініка Данна, додав: «[Ерік] не бачив серіалу. Він просто критикує його та засуджує, навіть не бачивши його, тому треба сприймати це з недовірою». Тим часом Ніколас Александр Чавес, який грає Лайла Менендеса, відповів Еріку «співчуттям і емпатією», але уточнив, що «шоу має на меті заповнити набагато більше деталей, ніж просто сцени в залі суду».
Розмірковуючи про критику Еріка, Купер Кох, який виконує його роль, сказав: «Це точно вплинуло на мене і змусило мене щось відчути […] Я розумію, як важко було б, щоб найгіршу частину твого життя транслювали мільйонам людей. Це так викриваюче. Я розумію, що він відчуває, і я підтримую його». Кох висловив свою підтримку братам та їхнім заявам щодо сексуального насильства, виявляючи, що він обговорював з Еріком його критику під час їхньої зустрічі у виправній колонії Річарда Дж. Донована. Під час цього візиту Кох також зустрівся з Лайлом та понад 30 іншими ув'язненими в рамках зустрічі з реформи пенітенціарної системи яку очолює Кім Кардаш'ян.

### Відповідь сім'ї Менендесів
25 вересня 2024 року сім'я та родичі Лайла та Еріка Менендесів опублікували заяву щодо сезону, описавши його як «фобічний, брутальний, анахронічний, серійний епізодичний кошмар». Вони додали: «Наша сім'я стала жертвою цієї гротескної шокової драми […] Можливо, зрештою, „Чудовиська“ — це все про Раяна Мерфі». На свій захист Мерфі заявив, що «Чудовиська» — це «найкраще, що трапилося [з братами Менендес] за 30 років», посилаючись на відновлення інтересу громадськості до їхньої справи після комерційного успіху сезону.

## Майбутнє
На прем'єрі «Чудовиськ» на червоній доріжці в Лос-Анджелесі співавтор серіалу Раян Мерфі оголосив, що третій сезон серіалу-антології буде зосереджений на Еді Ґейні, а Чарлі Ганнем зіграє серійного вбивцю. 4 жовтня було підтверджено, що сезон буде називатися «Оригінальний монстр», досліджуючи життя Еда Ґейна як першого «серійного вбивці-знаменитості» і досліджуючи, як true crime перетворився на феномен поп-культури.
Мерфі висловив зацікавленість у продовженні сезону «одним або двома епізодами». Він заявив: «Це обговорювалося […] Всі були зацікавлені в цьому. Я думаю, що всі хочуть побачити, чим ця історія закінчиться, тому що ця історія ще не закінчена». Однак він зазначив, що це залежатиме від того, чи Кох і Чавес, які грають Еріка і Лайла відповідно, погодяться повторити свої ролі. Коли його запитали, чи повернеться він, Кох відповів: «Я не знаю, я так не думаю. Я думаю, що ми розповіли історію, і […] я думаю, що там, де вона зараз перебуває, все гаразд».